# Junkichi Mukai
Junkichi Mukai (向井潤吉, Mukai Junkichi) est un artiste peintre japonais né le 30 novembre 1901 à Shimogyō-ku, Kyōto.
Pratiquant la peinture à l'huile, il est un peintre yō-ga rattaché au mouvement expressionniste. Il est célèbre pour ses peintures de minka, un type de maison traditionnelle japonaise, il est ainsi surnommé le « peintre de minka ». En outre de cela, lors de la guerre du Pacifique (1937-1945), Mukai a produit avec enthousiasme de nombreuses peintures de propagande.
Il meurt de pneumonie aiguë le 14 novembre 1995 à l'âge de 93 ans.